# Karl Steinbuch

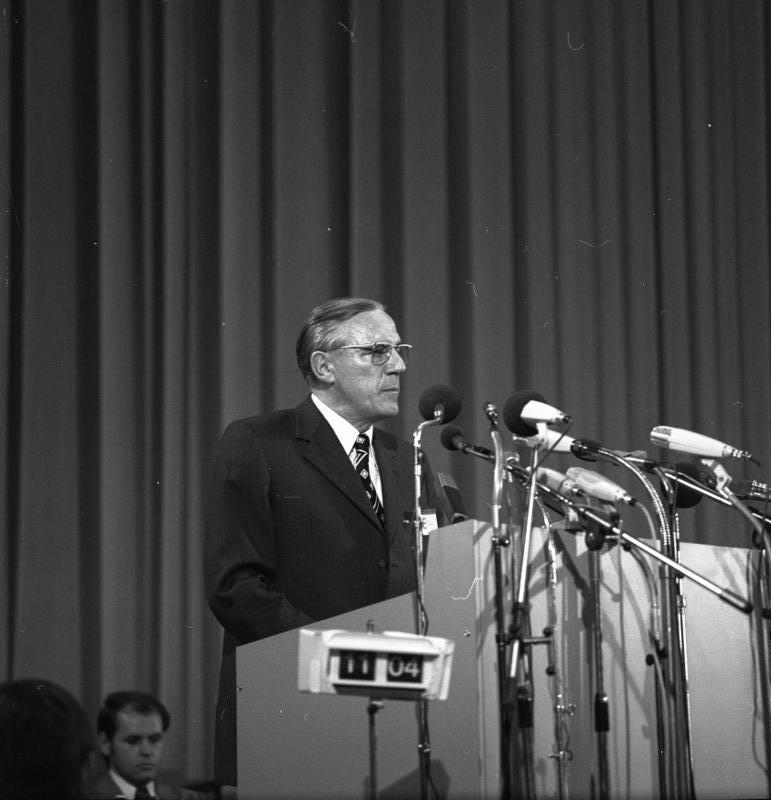
Karl Steinbuch 1975 als Gastredner auf dem CSU-Parteitag

Karl Wilhelm Steinbuch (* 15. Juni 1917 in Stuttgart-Cannstatt; † 4. Juni 2005 in Ettlingen) war ein deutscher Kybernetiker, Nachrichtentechniker, Informationstheoretiker und seit Ende der 1970er Jahre Autor der Neuen Rechten.
Steinbuch gilt als „Theoretiker der informierten bzw. falsch programmierten Gesellschaft“, als Namensgeber und als einer der Pioniere der deutschen Informatik, mit seiner Lernmatrix als Wegbereiter des maschinellen Lernens und der künstlichen neuronalen Netze, sowie als Mitbegründer der künstlichen Intelligenz (er nannte sie maschinelle Intelligenz) und der Kybernetik. Die Begriffe „Informatik“ und „kybernetische Anthropologie“ sind seine Prägungen.
Ab dem Ende der 1960er Jahre begann seine politische Tätigkeit gegenüber seiner wissenschaftlichen an Bedeutung zu gewinnen.

## Ausbildung, Studium und frühe Hinwendung zum Nationalsozialismus
Steinbuch war das fünfte Kind des evangelischen Bäckermeisters Adolf Steinbuch und seiner Frau Rosa Steinbuch, geb. Nussert. Er besuchte am Wohnort Bad Cannstatt mit großem Erfolg die dortige Oberrealschule und legte das Abitur schon vorzeitig 1935 ab. Bereits als Schüler wandte er sich dem Nationalsozialismus zu. Im Alter von 16 Jahren trat er mit Zustimmung seines Vaters in die SS ein (Mitgliedsnummer 161.797) und gehörte dem Nachrichtenzug der 13. SS-Standarte an. Von Mai 1936 bis April 1938 diente er beim Infanterie-Regiment 35 in Würzburg und nahm am Einmarsch in Österreich teil. Er entschied sich zunächst gegen eine Laufbahn als Offizier, begann noch 1938 ein Studium der Physik an der TH Stuttgart und trat sowohl in den NS-Studentenbund (NSDStB) als auch in die NSDAP ein.

## Zweiter Weltkrieg
Kurz vor dem deutschen Überfall auf Polen 1939 wurde Steinbuch in die Wehrmacht einberufen, konnte sein Studium aber trotzdem nach nur eineinhalb Jahren Studienzeit 1941 bei Ulrich Dehlinger mit einer Diplom-Arbeit Die verborgenen elastischen Spannungen in Einkristallen abschließen. Nach einem Forschungssemester in Berlin wurde er an der Ostfront eingesetzt, zuletzt als Batterieführer im Werfer-Regiment 51. Ausweislich seines zwischen Juni 1942 und Oktober 1943 geführten Kriegstagebuchs, das der Historiker Anton F. Guhl im Archiv des Karlsruher Instituts für Technologie ausgewertet hat, war Steinbuch „offenbar auch an Kriegsverbrechen beteiligt“. Galizien, so schrieb Steinbuch am 13. Juni 1942, sei „eine herrliche Gegend, viel zu schade für das Pack von Juden und Zigeunern“. Und am 12. Juli 1942 notierte Steinbuch: „Russen sind wie ihr Ungeziefer“. Steinbuch berichtete von Partisanenbekämpfungen und seinem Befehl am 16. Juni 1942 an einen ihm untergebenen Soldaten, das „Entweichen“ einer  festgenommenen „Russin zu verhindern“, die dann von seinem Untergebenen erschossen wurde.

## Wissenschaftliche Tätigkeit
Karl Steinbuch promovierte während eines Fronturlaubs 1944 an der Technischen Hochschule Stuttgart in Physik mit einer Arbeit über „Drehbewegungen rotationssymmetrischer Körper in zähen Flüssigkeiten“. Nach dem Kriegsdienst arbeitete er zunächst als freiberuflicher Physiker, trat dann aber 1948 als Entwicklungsingenieur in die Stuttgarter Mix & Genest ein und wechselte nach etwa drei Jahren in die Standard Elektrizitäts-Gesellschaft (SEG), die ebenfalls zur US-amerikanischen ITT gehörte. Im Zeitraum bis 1956 beschäftigte er sich vorwiegend mit Nachrichtenübertragung und Modulationsverfahren.
Zusammen mit Helmut Gröttrup prägte er den Begriff Informatik und entwickelte die weltweit erste kommerzielle Datenverarbeitungsanwendung auf Basis einer speziellen Rechnerarchitektur für die Überwachung des Lagerbestands und die Steuerung der Bestellabwicklung des Quelle-Versands, die als Informatik-System Quelle:157,374 1957 den Betrieb aufnahm. Bei der SEG und der nach Fusion mit C. Lorenz im Jahr 1958 aus ihr hervorgegangenen Standard Elektrik Lorenz (SEL) leitete er die Entwicklung des ER 56, des ersten volltransistorisierten Computersystems in Europa.
Er war Technischer Direktor und Leiter der Zentralen Forschung bei SEL, bevor er 1958 als Ordinarius und Institutsdirektor an die Technische Hochschule Karlsruhe (seit 2009 Karlsruher Institut für Technologie) berufen wurde, wo er bis zur Emeritierung 1980 Direktor des Instituts für Nachrichtenverarbeitung und -übertragung war. Seine Arbeiten auf dem Gebiet lernfähiger Maschinen gelten als Pionierleistungen. Ihm wurden 56 deutsche Patente erteilt, darunter Erfindungen zur Nachrichtenübermittlung, automatischen Zeichenerkennung, Sortierung von Briefen, Spracherkennung und lernende Automaten.
Steinbuchs Lernmatrix war eines der ersten künstlichen neuronalen Netze, das aus mehreren Schichten von Lerneinheiten oder lernenden „Neuronen“ bestand. Damit war er einer der Wegbereiter des Deep Learning, bei dem es um tiefe neuronale Netze geht, die viele Aufgaben erlernen können, bei denen frühere einschichtige Perzeptronen  scheitern.
Er war Mitglied der Deutschen Akademie der Naturforscher Leopoldina (Halle/Saale) und der Europäischen Akademie für Umweltfragen.
In den 1960er und 1970er Jahren war Steinbuch als Zukunftsforscher aktiv und setzte sich für die breite Anwendung der Datenverarbeitung ein. 1961 veröffentlichte er Automat und Mensch, in dem er allgemeinverständlich kybernetische Tatsachen und Hypothesen beschrieb. Darin vertrat er die These, dass zur Erklärung geistiger Funktionen höchstwahrscheinlich keine Voraussetzungen gemacht werden müssen, die über die Physik hinausgehen:2, und nahm an, dass das Lebensgeschehen und die psychischen Vorgänge aus der Anordnung und physikalischen Wechselwirkung der Teile des Organismus im Prinzip vollständig erklärt werden können.:9 Philosophen fühlten sich von diesen Thesen provoziert, weil die kybernetischen Ansätze keinerlei Erklärungen für die menschliche Wahrnehmung, das Entscheidungsverhalten und das Bewusstsein lieferten.
1966 erschien sein Buch Die informierte Gesellschaft, das die Geschichte der Nachrichtentechnik sowie ihre Auswirkungen auf die Gesellschaft behandelte und eine zukunftsorientierte Bildungspolitik sowie eine der Technik gegenüber aufgeschlossene Gesellschaft forderte. 1969 war er wissenschaftlicher Tagungsleiter bei einem mehrtägigen Kongress der Gesellschaft für Zukunftsfragen (GfZ), der in München stattfand. Auch seine Bestseller Falsch Programmiert aus dem Jahr 1968 sowie Programm 2000 aus dem Jahr 1969 beschäftigten sich mit Zukunftsfragen.

## Politische Tätigkeit
Nachdem in der Nachkriegszeit die wissenschaftliche Arbeit im Vordergrund stand, begann Steinbuch Ende der 1960er Jahre zunehmend politisch aktiv zu sein. Inhaltlich beschäftigte er sich anfangs vor allem mit forschungs- und bildungspolitischen Fragen. Im Jahr 1968 kritisierte er, die „literarische Kultur“ würde statt der Naturwissenschaften die Bildungspolitik beherrschen. In einer Anklageschrift an die Adresse der „Hinterwelt“, die er von Friedrich Nietzsche entlehnte, versuchte er, die Bildungspolitik der Bundespolitik zu beeinflussen. Mit Kollegen wie Jean Ziegler aus der Schweiz formulierte er den zu erwartenden Bildungsnotstand und die sich abzeichnende bürgerliche Lobbygesellschaft.
Steinbuch engagierte sich zunächst für die Sozialdemokratische Partei Deutschlands (SPD): 1969 trat er beispielsweise als Redner auf einem SPD-Landesparteitag in Bayern auf und kritisierte die damals regierende Christlich-Soziale Union in Bayern (CSU) mit der Aussage: „Jahrzehnte konservativer Politik haben die Lösung wichtiger sozialer Fragen verhindert.“ 1971 war er beratend für die Arbeitsgruppe Forschungspolitik des Bildungspolitischen Ausschusses beim Parteivorstand der SPD tätig.
In der Diskussion der 1970er Jahre um die Folgen des technischen Fortschritts wandte er sich in seinen Sachbüchern gegen die aufkommende ökologische Orientierung und gegen das öffentlich-rechtliche Fernsehen wegen seiner angeblich gefährlichen Informationspolitik. Ein privates Kabelfernsehen sollte dem entgegenwirken. Er forderte, einen „Technischen Gerichtshof“ einzurichten, dessen Aufgabe es sein sollte, Forschungs- und Anwendungsverbote auszusprechen und dessen Richter mit Fachexperten besetzt werden sollten.
Steinbuch distanzierte sich bald von der SPD. Zwischen 1969 und 1972 führte er einen öffentlich geführten, kritischen Briefwechsel mit Bundeskanzler Willy Brandt. 1972 wechselte er zur Christlich Demokratischen Union Deutschlands (CDU). Im selben Jahr wurde er im konservativen Bund Freiheit der Wissenschaft aktiv. 1973 veröffentlichte er Kurskorrektur, einen weiteren Bestseller, in dem er die politische Linke angriff. Insbesondere Heinrich Böll wurde Ziel von Steinbuchs Kritik. 1974 war er Mitgründer des Freien Deutschen Autorenverbands.
Im Jahr 1975 schrieb Steinbuch in Ja zur Wirklichkeit gegen die SPD-Regierung: „[Es] ereignete sich in unserem Lande noch nie eine solche hemmungslose Demontage christlicher Ethik, des Humanismus und der klassischen Philosophie wie unter der Verantwortung der SPD“. Weiter kritisierte er die politische Linke mit den Worten: „Meines Erachtens wurde noch nie – kaum zur Nazizeit – eine Kulturnation mit großer Tradition durch eine solche kleine Ideologie verwirrt wie gegenwärtig unser  Volk durch die arrogante Bewegung, die mit dem Anspruch auftritt, das ,kritische Bewußtsein‘ zu verkörpern und ,progressiv‘ zu sein.“ Positiv äußert er sich über die Unionsparteien: „[Unser Staat und seine Wirtschaft] entstanden überwiegend aus den Grundsätzen und der Regierungspraxis der CDU/CSU“. Im Wahlkampf 1976 wurde ein Beitrag von Steinbuch in Union alternativ veröffentlicht, einem „Regierungsprogramm en detail“ der Union.
Ende der 1970er Jahre begann Steinbuch, in rechtskonservativen Vereinigungen und Institutionen der Neuen Rechten tätig zu werden. Im Jahr 1979 war er bei der versuchten Gründung einer sogenannten Liberal-Konservativen Aktion wie auch beim neuentstandenen Studienzentrum Weikersheim beteiligt. 1981 war er in einem sogenannte Schutzbund für das deutsche Volk (siehe Heidelberger Manifest) aktiv. Der Schutzbund vertrieb den von Steinbuch verfassten Artikel Die gefährdete Existenz unseres Volkes als Flugblatt.
Am 17. September 1983 hielt er eine Rede unter dem Titel Über die Verantwortung für die Kriminalitätsopfer bei einer Mitgliederversammlung des Weißen Ringes in Heidelberg. In dieser Rede beschuldigte er liberale Intellektuelle und Publikationen, Schuld an zunehmender Kriminalität zu tragen. Weiter äußerte Steinbuch sich revisionistisch: „Ohne die Barbarei des Versailler Vertrages hätte es Hitlers Barbarei wohl nicht gegeben.“ Sein Vortrag richtete sich auch mit bevölkerungspolitischen Argumenten gegen die Gleichstellung der Geschlechter: „[…] verheerende Wirkung hat […] z. B. die Absicht, die ,Gleichberechtigung‘ der Frau in Politik und Wirtschaft herzustellen – und sie hierdurch ihren Kindern zu entziehen“.
Steinbuchs Rede veranlasste den Autorenverband PEN International dazu, eine Erklärung gegen „versuchte oder tatsächliche Einschränkungen von Informations- und Meinungsvielfalt“ sowie „pauschale und persönliche Denunziation von Journalisten und Schriftstellern“ zu veröffentlichen.
Im Jahr 1986 erschien in der rechtsextremen Zeitschrift Nation Europa Steinbuchs Artikel Die gefährdete Existenz unseres Volkes. 1988 verfasste Steinbuch gemeinsam mit dem späteren NPD-Vorsitzenden Günter Deckert die Broschüre Asyl... Gestern und heute. Später stand Steinbuch der 1983 gegründeten rechten Kleinpartei Die Republikaner nahe. Er veröffentlichte Artikel in der Partei-eigenen Zeitschrift Der Republikaner und bewarb die Partei im Kuratorium des Studienzentrum Weikersheim. Er veröffentlichte regelmäßig Artikel in der Zeitschrift Criticón.

## Ehrungen und Auszeichnungen
2004 wurde Steinbuch mit der Errichtung eines Stipendiums seines Namens geehrt. Mit dem Karl-Steinbuch-Stipendium fördert die MFG Stiftung Baden-Württemberg IT- und Medienprojekte. Pro Jahr werden 10 bis 20 Stipendien an besonders qualifizierte Studierende vergeben, die innovative Projekte im Themenbereich IT und Medien außerhalb ihres Studiums realisieren. Seit 2011 führt die MFG Stiftung zudem das Karl-Steinbuch-Forschungsprogramm durch, in dessen Rahmen Forschungsarbeiten zu IT- und Kreativbranche an baden-württembergischen Hochschulen für angewandte Wissenschaften sowie an der Dualen Hochschule Baden-Württemberg gefördert werden.

2009 wurde auch das Rechenzentrum des Karlsruher Instituts für Technologie (KIT) nach ihm benannt: Steinbuch Centre for Computing. Im November 2023 distanzierte sich das KIT aufgrund neuer Forschungsergebnisse zu Steinbuch, die zusätzlich zu dem Umstand, dass er sich nach der Emeritierung dem Rechtsextremismus zugewandt hatte, nun zeigten, dass Steinbuch sich bereits „als junger Mensch während der NS-Zeit mit nicht zu billigenden Kriegshandlungen identifizierte“ und kündigte an, das Informationstechnologie-Zentrum des KIT zum 1. Januar 2024 in „Scientific Computing Center“ umzubenennen.

- Mitglied der Deutschen Akademie der Naturforscher Leopoldina (1966)
- Wilhelm-Bölsche-Medaille in Gold (1969)
- Deutscher Sachbuchpreis der Stadt Osnabrück (1972) für „Mensch, Technik, Zukunft“
- Gold-Medaille des XXI. Internationalen Kongresses für Luft- und Raumfahrtmedizin
- Konrad-Adenauer-Preis der Deutschland-Stiftung für Wissenschaft (1975)
- Jakob Fugger-Medaille des Verbandes der Zeitschriftenverlage in Bayern (1979)
- Verdienstmedaille des Landes Baden-Württemberg (1982)

## Zitate
- „Ich vermute, daß die Kybernetik die zukünftige Universalwissenschaft sein wird. Der Kybernetiker wird der Vermittler zwischen den Spezialisten sein. Wer eine führende Rolle in Staat und Wirtschaft einnehmen möchte, sollte Kybernetik studieren. … Es scheint mir schon heute zweifelhaft, ob der Nurjurist noch fähig ist, eine hochtechnisierte Gesellschaft optimal zu regieren.“[10]:359
- „Das menschliche Gehirn ist nicht geschaffen, rationale Prozesse zu veranstalten, sondern das Überleben eines Organismus zu bewirken.“[19]
- „Vor den gesellschaftlichen Nöten verhält sie sich [die Hinterwelt] wie ein Arzt, der mit den Kranken jammert, sich aber nicht um die Ursachen ihrer Krankheiten kümmert. Man fummelt an den Symptomen offensichtlicher Mißstände herum und verschafft sich durch menschenfreundliche Worte ein gutes Gewissen.“[19]
- „Bei technischen Systemen ergibt sich optimale Wechselwirkung zwischen angepaßten Quellen und Empfängern: Im sozialen Bereich aber führt diese Überlegung zu der menschlich recht unwürdigen Vorstellung, optimal wäre das Verhalten des gut geschmierten Rädchens im Uhrwerk.“[19]
- „Das Problem der maschinellen Sprachübersetzung ist heute schon technisch lösbar, wenn nur die Sprachen nicht so unsystematisch aufgebaut wären. Eigentlich müßten erst einmal die Sprachen systematisch gemacht werden.“[41]
- Es ergibt sich zwangsläufig aus dem gegenwärtigen Umgang mit der Information, der – ähnlich dem Umgang der Alchimisten mit ihren Elixieren – mit Verstand und Verantwortung wenig, mit Unverstand, Täuschung und Betrug aber viel zu tun hat. Wir werden zugleich informiert, verwirrt und betrogen, wir sehen kaum mehr die Wirklichkeit, fast nur noch Kulissen und Spiegelbilder.[42]
- „Wir werden zugleich informiert, verwirrt und betrogen, wir sehen kaum mehr die Wirklichkeit, fast nur noch Kulissen und Spiegelbilder. In einem solchen Grusel-Kabinett ist nicht gut zu leben.“[43]

## Veröffentlichungen (Auswahl)
- 1961: Automat und Mensch. Über menschliche und maschinelle Intelligenz, Springer
- 1962: Taschenbuch der Nachrichtenverarbeitung herausgegeben von Dr.-Ing. K. Steinbuch. Springer Verlag.
- 1963: Learning matrices and their applications (zusammen mit Dr.-Ing. U. Piske) (erschienen in IEEE Transactions on Electronic Computers)
- 1965: Automat und Mensch. Kybernetische Tatsachen und Hypothesen. Berlin/Heidelberg/New York
- 1966: Die informierte Gesellschaft. Geschichte und Zukunft der Nachrichtentechnik, Deutsche Verlagsanstalt Stuttgart
- 1968: Falsch programmiert. Über das Versagen unserer Gesellschaft in der Gegenwart und vor der Zukunft und was eigentlich geschehen müßte. (Bestseller, gelistet in: Der Spiegel)
- 1969: Programm 2000. (Platz 1 der Spiegel-Bestsellerliste vom 6. April bis zum 14. Juni 1970)
- 1971: Automat und Mensch. Auf dem Weg zu einer kybernetischen Anthropologie (4., überarb. Aufl.)
- 1971: Mensch Technik Zukunft. Probleme von Morgen. (Ausgezeichnet mit dem deutschen Sachbuchpreis)
- 1973: Kurskorrektur
- 1974: Taschenbuch der Informatik in drei Bänden (herausgegeben zusammen mit Wolfgang Weber), Springer-Verlag Berlin (erweiterte Neuauflage des Taschenbuch der Nachrichtenverarbeitung, 1967 und 1971)
- 1975: Ja zur Wirklichkeit
- 1978: Maßlos informiert. Die Enteignung unseres Denkens
- 1981: Die rechte Zukunft. Gegen Fortschrittswahn und Pessimismus.
- 1984: Unsere manipulierte Demokratie. Müssen wir mit der linken Lüge leben?
- 1989: Die desinformierte Gesellschaft
- 1992: Kollektive Dummheit: Streitschrift gegen den Zeitgeist
- 1992: Die Irrtümer der Zeit in Warum so bedrückt? Deutschland hat Zukunft. Hrsg. Hellmut Diwald, Hohenrain-Verlag, Tübingen 1992, ISBN 3-89180-034-7.[44]
- 1995: Zukunftsbewältigung: Deutschland auf der Suche nach seiner Identität